# Ловчий великий коронний
Ловчий великий коронний — центральний уряд у Речі Посполитій. Керував і організовував двірські й королівські полювання, наглядав за королівськими лісами та псарнею, очолював мисливську обслугу, дбав про мисливське спорядження. Існував у Польщі вже на початку XIII ст., а в кінці того століття ввійшов у перелік державних сановників. З часом став номінальним почесним урядом, а його обов'язки виконували надвірні ловчі.

## Деякі відомі ловчі великі коронні
- Ян Кохановський[pl] (1607—1629)
- Анджей Ґнєвош[pl] (1627—?)
- Зигмунт Дзялинський[pl] (1660—1661)
- Тобіаш Морштин[pl] (1661—1664)
- Ян Желецький[pl] (1665—1673)
- Єжи Фредро (1676—1684)
- Атаназій Мйончинський (1684—1687)
- Стефан Александер Потоцький (1688—1697)
- Стефан Бідзінський[pl] (1697—1703)
- Юрій-Станіслав Дідушицький (1703—1704)
- Міхал Стефан Йордан (1704—1709)
- Якуб Зигмунт Рибінський[pl] (1710—1714)
- Міхал Здзіслав Замойський (1714—1732)
- Ян Ансґарій Чапський[pl] (1732)
- Єжи Август Мнішек (1732—1736)
- Ян Кароль Мнішек (1736—1742)
- Станіслав Костка Чорторийський (1742—1766)
- Францішек Ксаверій Браницький (1766—1773)
- Целестин Чаплич (1773—1784)
- Валентій Саріуш Лажнінський[pl] (1784—1788)
- Францішек Ксаверій Мишка-Холоневський (1788—?)